# Dominik Hrušovský
Dominik Hrušovský (1 de junio de 1926 - 27 de julio de 2016) fue un prelado de la Iglesia católica que sirvió fuera de su patria durante sus años de control comunista, dedicado en gran parte al cuidado pastoral de los eslovacos católicos en el extranjero. Al final de su carrera regresó a Eslovaquia. También fue nuncio apostólico en Bielorrusia.

## Biografía
Nació en Maňa, Checoslovaquia, el 1 de junio de 1926. Comenzó sus estudios teológicos en Bratislava y luego desde 1946 en Roma en la Pontificia Universidad Lateranense. Debido a la toma comunista de Checoslovaquia, no regresó a casa.
Fue ordenado sacerdote el 23 de diciembre de 1950 y trabajó como párroco en la diócesis de Belluno. De 1955 a 1962 enseñó filosofía y teología en el seminario regional de Viterbo. De 1962 a 1966 fue miembro de la Misión Católica Eslovaca en París. Luego trabajó en el Instituto Eslovaco de los Santos Cirilo y Metodio en Roma y se convirtió en su jefe en 1975
El 18 de diciembre de 1982, el Papa Juan Pablo II lo nombró obispo titular de Tubia y le asignó el cuidado pastoral de los católicos eslovacos en tierras extranjeras. Fue ordenado obispo el 6 de enero de 1983. Su mandato creció con la caída del comunismo, lo que le permitió llegar a las comunidades eslovacas en los antiguos países del Pacto de Varsovia de Europa del Este.
El 24 de septiembre de 1992, fue nombrado obispo auxiliar de la Arquidiócesis de Trnava y el 17 de diciembre fue nombrado vicario de dicha archidiócesis para Bratislava. Tras el establecimiento de Eslovaquia como nación independiente, la primera reunión de la Conferencia Episcopal de Eslovaquia eligió a Hrušovský Secretario General y Presidente de la Comisión sobre Eslovacos en el Extranjero el 4 de abril de 1993.
El 30 de enero de 1995, fue nombrado miembro del Pontificio Consejo para la Pastoral de los Emigrantes e Itinerantes.
El 13 de abril de 1996, el Papa Juan Pablo II lo elevó a arzobispo titular de Tubia y lo nombró Nuncio Apostólico en Bielorrusia. Se retiró cuando su sucesor en Bielorrusia fue nombrado el 28 de julio de 2001.
Hrušovský murió el 27 de julio de 2016 en Nitra, Eslovaquia, donde pasó los últimos años de su vida retirado. El 1 de agosto, fue sepultado en la Iglesia Parroquial de su natal Maňa.